# Meade, Kansas
Meade là một thành phố thuộc quận Meade, tiểu bang Kansas, Hoa Kỳ. Năm 2010, dân số của xã này là 1721 người.

## Dân số
Dân số các năm:
- Năm 2000: 1672 người
- Năm 2010: 1721 người